# 王铁军
王铁军 (1961年—)，西安交通大学副校长、教授，从事力学领域研究。毕业于西安交通大学。中国教育部第六批“长江学者”特聘教授，“973”项目首席科学家，中国力学学会固体力学专业委员会主任，曾取得国家自然科学二等奖等奖项。

## 学术兼职
International Journal of Applied Mechanics 共同主编，International Journal of Aerospace and Lightweight Structures 主编，《固体力学学报》副主编、《应用力学学报》副主编。